# Erich Stolleis
Erich Peter Stolleis (* 7. Juni 1906 in Gimmeldingen; † 24. Juli 1986 in Mußbach) war ein deutscher Jurist. In der Zeit des Nationalsozialismus war er zunächst Bürgermeister von Landau in der Pfalz und dann Oberbürgermeister von Ludwigshafen am Rhein.

## Familie
Stolleis wurde in Gimmeldingen, Kunzengasse 11, als Sohn des Weingutsbesitzers Heinrich Stolleis und seiner Frau Lisa geb. Hoos geboren. Erich Stolleis’ älterer Sohn war der Rechtshistoriker Michael Stolleis (1941–2021), der sich insbesondere auch um die Rechtsgeschichte des Nationalsozialismus verdient gemacht hat. Michael Stolleis widmete dem Andenken seines Vaters 1988 den ersten Band seiner Geschichte des Öffentlichen Rechts in Deutschland. Das Weingut der Familie, der Carl-Theodor-Hof am Westrand von Mußbach, wird von Stolleis’ jüngerem Sohn Peter betrieben.

## Leben
Nach dem Abitur am Humanistischen Gymnasium (heute Kurfürst-Ruprecht-Gymnasium Neustadt) studierte Erich Stolleis Rechtswissenschaft an der Ludwig-Maximilians-Universität München. 1926 wurde er im Corps Isaria aktiv. 1929 absolvierte er das Assessorexamen. Die  Friedrich-Alexander-Universität Erlangen promovierte ihn 1931 zum Doktor der Rechte.

### Zeit des Nationalsozialismus
Stolleis setzte sich bereits seit 1929 für die NSDAP ein und trat ihr am 1. Mai 1931 bei (Mitgliedsnummer 519.227). Von 1933 bis Februar 1940 war er NSDAP-Gauamtsleiter (Leiter des Gaurechtsamtes) sowie NSDAP-Gauführer im Gau Saarpfalz des Bundes Nationalsozialistischer Deutscher Juristen (BNSDJ, bis zur Umbenennung 1936) bzw. des Nationalsozialistischen Rechtswahrerbundes (NSRB, ab der Umbenennung 1936). Vom 16. September 1935 bis zum 1. April 1937 fungierte er als NSDAP-Kreisleiter von Landau. In der SA, der er 1932 beigetreten war, stieg er im Laufe der Jahre bis zum SA-Obersturmbannführer auf.
Stolleis war nach eigenen Angaben von 1932 bis 1935 Rechtsanwalt, behielt aber seine Zulassung bis Februar 1939. Vom 27. April bis zum 30. September 1935 war er Regierungsrat am Polizeipräsidium Saarbrücken und vom 1. Oktober 1935 bis zum 30. April 1937 Bürgermeister von Landau. Am 7. Mai 1937 wurde er auf Betreiben des Kreisleiters Karl Kleemann und des Gauleiters Josef Bürckel zum hauptamtlichen Oberbürgermeister von Ludwigshafen am Rhein bestimmt.
Da Stolleis die Stadtverwaltung mit Personen seines Vertrauens besetzte, kam es zu Spannungen mit der örtlichen Parteibasis, in deren Verlauf der Gauleiter nach anfänglichem Schwanken ihm schließlich doch den Rücken stärkte. Bereits in Landau unterstützte Stolleis die 1933 angelaufenen judenfeindlichen Maßnahmen; in Ludwigshafen brachte er die von der NSDAP angestrebte „Entjudung“ weitgehend zum Abschluss. Am 3. Oktober 1939 wies Stolleis den Polizeipräsidenten von Ludwigshafen schriftlich an, der an zugezogene Juden ergangenen Aufforderung zum Verlassen der Stadt „den eventuell notwendigen Nachdruck zu verleihen und für die Entfernung der Juden aus Ludwigshafen zu sorgen“. Am 13. Januar 1941 wurde er vom Treuhänder für das jüdische Vermögen im Gau Westmark als Generalbevollmächtigter für das Vermögen der Ludwigshafener Juden eingesetzt.
Sein besonderes Engagement galt der Stadtplanung und Eingemeindungen. Nach der Eingliederung von Maudach, Oggersheim, Oppau und Rheingönheim wurde dem Oberbürgermeister am 1. April 1938 in einer feierlichen Stadtratssitzung im Pfalzbau eine neue Amtskette verliehen. In seiner Festansprache kündigte er weitere Großvorhaben an, die er indessen nicht mehr verwirklichen konnte.

### Zweiter Weltkrieg
Zur Wehrmacht meldete sich Stolleis mit Genehmigung des Gauleiters unter Hinterlassung eines Stellvertreters erstmals Ende April 1940 und verblieb zunächst sechs Monate als Soldat auf Truppenübungsplätzen. Am 25. Oktober 1940, drei Tage nach der vom Gauleiter veranlassten Deportation der verbliebenen Juden, war er wieder in Ludwigshafen und waltete bis Ende März 1941 seines Amtes als Oberbürgermeister. Zum 1. April rückte er, jetzt als Unteroffizier, mit einer diesmal auf „zwei bis drei Monate“ befristeten Genehmigung des Gauleiters nochmals ein.
Zu der vorgesehenen Wiederaufnahme der Dienstgeschäfte in Ludwigshafen kam es nicht, weil Stolleis gegen Ende der vorgesehenen Frist am 15. Juni 1941 in Nordafrika für sechs Jahre in englische Kriegsgefangenschaft geriet. Er verbrachte sie im Lager Murchison im australischen Bundesstaat Victoria. Dort organisierte er ein „Schulungswerk“ zur Weiterbildung von Mitgefangenen, das er zusammen mit einem Stabsarzt und einem Oberfeldwebel leitete. Die Abschlüsse wurden (wie bei ähnlichen Selbsthilfeeinrichtungen) vom Reichsministerium für Wissenschaft, Erziehung und Volksbildung anerkannt. 1947 kehrte Stolleis nach Hause zurück.

### Nachkriegszeit
In Mußbach erwarb Stolleis 1950 das Weingut Carl-Theodor-Hof und bewirtschaftete es neben seiner Tätigkeit als Anwalt. Seit Mitte der 1950er Jahre versuchte er, noch einmal in der Kommunal-, Landes- und Bundespolitik Einfluss zu gewinnen. Er kandidierte bei den Landtagswahlen 1955 im Wahlkreis Vorderpfalz für eine Freie Wählergemeinschaft und war Direktkandidat der Deutschen Partei (DP) für die Bundestagswahl 1957 im Wahlkreis Frankenthal (Pfalz).
Nach langwierigen, erfolglosen Verhandlungen mit der Stadt Ludwigshafen um Zahlung einer Pension erhob Stolleis im April 1953 Klage im Verwaltungsrechtswege, die in erster Instanz erfolgreich war und in zweiter Instanz rechtskräftig abgewiesen wurde. Eine im ordentlichen Rechtsweg erhobene Klage auf Zahlung rückständiger Pension blieb gleichfalls erfolglos. Politische Interventionen, in die insbesondere auch der damalige CDU-Fraktionsführer im Stadt- und im Landesparlament, Helmut Kohl, involviert war, führten schließlich dazu, dass ihm ab Ende 1967 ein „Quasi-Ruhegeld“ gewährt wurde.
Im Rahmen dieser Auseinandersetzungen um die Pension bestätigte Josef Suttor, ein langjähriger Freund und Mitarbeiter von Stolleis, am 16. Januar 1967 durch seine Unterschrift ein Papier, in dem erstmals etwas über den danach oft erwähnten Polizeieinsatz gegen die SA zu finden war. Als Stolleis im November 1938 in Wernigerode heiratete und erst „am Morgen nach der sogenannten Reichskristallnacht von den Ausschreitungen der SA gegen die Juden erfuhr“, habe er sofort den Polizeipräsidenten angerufen und um „polizeiliche Maßnahmen gegen die SA“ gebeten. Diese Darstellung wurde mehrfach anderweitig bestätigt.

## Zitate
1936 ließ Stolleis das Reiterstandbild des Prinzregenten Luitpold von Bayern auf dem Landauer Max-Joseph-Platz von der Mitte an den Rand versetzen und um 90 Grad nach Süden drehen. „Der alte Herr hat lange genug nach Palästina geschaut!“ Mit „Palästina“ meinte er die jüdischen Geschäftshäuser an der Ostseite des heutigen Rathausplatzes. 
Als „Parteifeind  Nr. 1“ soll Gauleiter Bürckel den eigentlich von ihm geförderten Stolleis um 1940 bezeichnet haben. Wann das Gerücht aufkam und woher es stammt, ist ungeklärt; es könnte sich auf Stolleis’ angebliche Distanzierung von der SA unmittelbar nach der Reichskristallnacht 1938 beziehen.

## Werke
- Der Carl-Theodor-Hof, Weingut und Weinkellerei Peter Stolleis, Gimmeldingen-Mußbach an der deutschen Weinstraße. Industrie- und Werbedruck, Lampertheim 1963.